# Kamerunski pidžin
Kamerunski pidžin (ISO 639-3: wes), kreolski jezik temeljen na engleskom koji pripada atlantskoj podskupini krio. Govori se uglavnom kao drugi jezik poglavito u trgovini u kamerunskim provincijama Southwest i Northwest; 2 000 000 uglavnom kao 2. jezik (1989 UBSA). Od 1884. njime se počinje služiti policija i zatvorenici te urbani školski naraštaj. Sve više se koristi kao prvi jezik. Lingua franca Kameruna kojim se služi polovica populacije (Todd and Hancock 1986).
Pismo je latinica.

## Vanjske poveznice
- Ethnologue (14th)
- Ethnologue (15th)